# Annelis Kimmel
Annelis Kimmel (* 7. Juli 1934 in Hausdorf, Sachsen, als Annelis Trübsand) ist eine ehemalige deutsche Gewerkschafterin (FDGB). Sie war Abgeordnete der Volkskammer der DDR und kurzzeitig Vorsitzende des FDGB.

## Leben
Die Tochter einer Arbeiterfamilie absolvierte nach dem Besuch der Grundschule von 1949 bis 1952 eine Mechanikerlehre. 1949 wurde sie Mitglied des FDGB und der FDJ. Ab 1952 war sie als hauptamtliche FDJ-Funktionärin tätig. 1953/54 besuchte sie die FDJ-Jugendhochschule „Wilhelm Pieck“ am Bogensee und wurde 1954 Mitglied der SED. 1958/59 studierte sie an der Komsomol-Hochschule in Moskau. Von 1962 bis 1964 war sie Leiterin des Referats Jugendfragen beim Magistrat von Ost-Berlin. Dann absolvierte sie von 1964 bis 1966 ein Studium an der Ingenieurschule Berlin-Lichtenberg mit dem Abschluss als Maschinenbauingenieurin. 1966/67 war sie stellvertretende Sekretärin der SED-Grundorganisation im VEB Berliner Glühlampenwerk. Seit 1967 war sie zunächst als Instrukteurin, dann von 1969 bis 1973 Sekretär der SED-Kreisleitung Berlin-Treptow tätig. Von 1973 bis 1976 folgte ein weiteres Studium an der Parteihochschule „Karl Marx“ beim ZK der SED, diesmal mit dem Abschluss als Diplom-Gesellschaftswissenschaftlerin. Von 1977 bis Dezember 1978 war sie als Nachfolgerin des verstorbenen Rudi Seume (1927–1977) Sekretärin der SED-Grundorganisation und Parteiorganisatorin des ZK der SED im VEB Kombinat NARVA „Rosa Luxemburg“ Berlin.
Von Januar 1979 bis November 1989 fungierte sie als Nachfolgerin von Rudolf Höppner als Vorsitzende des FDGB-Bezirksvorstandes Berlin. Im Mai 1979 wurde sie in den FDGB-Bundesvorstand kooptiert und in das Präsidium des FDGB-Bundesvorstandes gewählt. Gleichzeitig war sie seit Februar 1979 Mitglied des Sekretariats der SED-Bezirksleitung Berlin. Von Juni 1981 bis Januar 1990 war sie als Mitglied der FDGB-Fraktion Abgeordnete der Volkskammer und 1. Stellvertreter des Vorsitzenden des Ausschusses für Handel und Versorgung. Während der 14. Tagung der Volkskammer am 11. Januar 1990 gab sie ihr Volkskammer-Mandat zurück. Sie war auch Abgeordnete der Stadtverordnetenversammlung von Berlin.
Am 2. November 1989 wurde sie als Nachfolgerin des zurückgetretenen Harry Tisch Vorsitzende des FDGB-Bundesvorstandes, trat aber schon am 9. Dezember 1989 nach Protesten der Mitglieder gegen die Verzögerung der Erneuerung des FDGB zurück. Sie ging in den Vorruhestand und schließlich in Rente.

## Auszeichnungen
- Verdienstmedaille der DDR
- Vaterländischer Verdienstorden in Bronze (1979) und Silber

## Privates
Bis 1980 trug sie den Namen Scheel. 1980 heiratete sie den SED-Funktionär Heinz Kimmel (1927–2004) und nahm dessen Namen an. Sie hat drei Kinder.